# Saratow (1964)
Saratow (ros. Саратов), wcześniej BDK-10 Woroneżskij komsomolec i BDK-65 – okręt desantowy projektu 1171 (w kodzie NATO: Alligator) Marynarki Wojennej Rosji. Wodowany w 1964 roku, początkowo służył w Marynarce Wojennej ZSRR pod nazwą: BDK-10 „Woroneżskij komsomolec”. Po przejęciu przez marynarkę wojenną Rosji otrzymał w 1992 roku numer: BDK-65, a w 2003 roku nazwę: „Saratow” od miasta nad Wołgą. Zniszczony podczas inwazji na Ukrainę 24 marca 2022 roku w Berdiańsku.

## Budowa

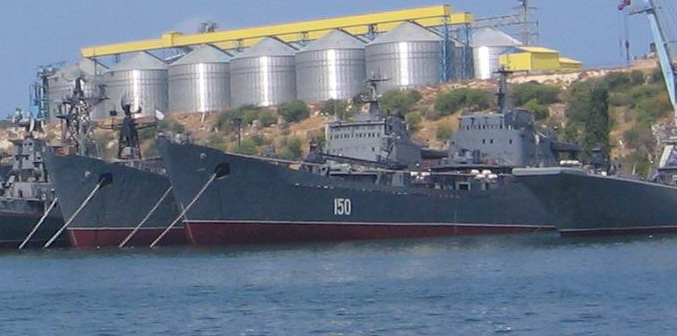
„Saratow” (w centrum) w Sewastopolu, 2007 rok

„Saratow”, pierwotnie „Woroneżskij komsomolec”, był pierwszym prototypowym dużym okrętem desantowym projektu 1171, należącym do jego pierwszej serii (1171/I). Typ ten w ZSRR nosił niejawne oznaczenie Tapir, a w kodzie NATO został oznaczony jako Alligator. Okręt został zbudowany, podobnie jak dalsze jednostki tego typu, w stoczni Jantar w Królewcu, pod numerem budowy 291. Położenie stępki miało miejsce  5 lutego 1964 roku, a wodowanie 1 lipca 1964 roku. Został oddany do służby w marynarce ZSRR 18 sierpnia 1966 roku. Próby stoczniowe przeszedł między 9 a 27 grudnia 1966 roku, a próby państwowe ukończył 18 sierpnia 1966 roku. Otrzymał początkowo oznaczenie BDK-10 (БДК-10, od Большой десантный корабль, Bolszoj diesantnyj korabl – duży okręt desantowy) i nazwę „Woroneżskij komsomolec” (Воронежский комсомолец – pol. woroneski komsomolec).

## Skrócona charakterystyka
Okręty projektu 1171 zostały zaprojektowane w ZSRR w latach 60. XX wieku na bazie projektu cywilnego drobnicowca, jako duże okręty desantowe służące do transportu i wysadzania desantu na nieprzygotowanym brzegu. Mogły również służyć jako okręty transportowe, do przewozu wojska i sprzętu. Ich konstrukcja i architektura jest typowa dla statków, z maszynownią i nadbudówką nad nią w części rufowej i wysokim dziobem, dzięki czemu miały one dobrą dzielność morską, lecz z drugiej strony gorszą od wyspecjalizowanych okrętów niezatapialność. Okręty pierwszej serii mają cztery ładownie z lukami w pokładzie górnym, z tego trzy przed nadbudówką i jedną rufową za nadbudówką. W dziobnicy znajduje się furta ładunkowa, zakryta drzwiami, z opuszczaną rampą główną o nośności 50 ton, służącą do wyładunku sprzętu przy brzegu. Mniejsza rampa znajduje się również w rufie. Okręty pierwszej serii wyróżniały się posiadaniem trzech charakterystycznych żurawi przeładunkowych, typowych dla jednostek cywilnych, obsługujących ładownie oraz ładunki przewożone na pokładzie – jednego o udźwigu 7,5 ton na śródokręciu i dwóch o udźwigu 5 ton na dziobie i rufie. Wyposażone są też w kotwicę na rufie, służącą do ściągania z brzegu.
Okręty proj. 1171/I mogą transportować do 22 czołgów podstawowych i 25 transporterów opancerzonych albo 50 transporterów opancerzonych albo 52 ciężarówki oraz w każdym wariancie 313 żołnierzy – odpowiednik batalionu. Ogólna powierzchnia transportowa wynosi 1195 m², z tego 790 m² w ładowniach i 405 m² na pokładzie górnym. Maksymalna masa ładunku wynosi 3750 ton. Załoga wynosiła początkowo 55 osób, w tym 5 oficerów. Autonomiczność jednostki wynosi 15 dni.
Wyporność okrętu niezaładowanego wynosi 2000 ton, standardowa 2905 ton, a pełna – 4360 ton. Długość całkowita wynosi 113 m, a na linii wodnej 105 m, szerokość wynosi 15,6 m, a zanurzenie maksymalne 4,5 m.
Napęd okrętów proj. 1171/I stanowią dwa silniki wysokoprężne M-58A o mocy łącznej 9000 KM, napędzające dwie śruby o stałym skoku. Zasięg pływania wynosi 4800 mil morskich przy prędkości 15,5 węzła, a według innych danych, 10 000 Mm przy prędkości 15 węzłów.
Uzbrojenie okrętów obejmowało dwie sprzężone armaty uniwersalne kalibru 57 mm w dwudziałowym odkrytym stanowisku ZIF-31B, umieszczonym przed nadbudówką. Ponadto okręty proj. 1171/I mają do samoobrony trzy podwójne wyrzutnie pocisków przeciwlotniczych bliskiego zasięgu Strieła-3, z zapasem 24 pocisków.

## Służba
Okręt początkowo służył we Flocie Północnej ZSRR, a od 1985 roku we Flocie Czarnomorskiej. Wszedł w skład 39 Dywizji Morskich Sił Desantowych, bazującej na jeziorze Donuzław. Odbył ponad 20 kilkumiesięcznych dalekich rejsów. Po rozpadzie ZSRR w grudniu 1991 roku i późniejszym podziale Floty Czarnomorskiej został przejęty przez Rosję i został przydzielony do 30 Dywizji Okrętów Nawodnych. Przy tym, w latach 1991–94 był wycofany do rezerwy w Odessie. 13 marca 1992 roku zmieniono oznaczenie okrętu z BDK-10 na BDK-65 (według innych źródeł, 15 lutego tego roku). W Rosji nosił numer burtowy 150.
W lipcu 1999 roku podczas operacji pokojowej po wojnie w Kosowie został użyty wraz z innymi jednostkami do transportu rosyjskiego komponentu sił pokojowych KFOR z Tuapse do Salonik w Grecji. W kwietniu 2003 roku otrzymał nazwę: „Saratow”. W 2005 roku jego dowódcą był kmdr ppor. N. Palij. W 2007 roku został wycofany ze służby, lecz następnie do niej przywrócony. Wziął udział w wojnie rosyjsko-gruzińskiej, wchodząc w skład grupy rosyjskich okrętów, która 10 sierpnia 2008 roku podjęła walkę z gruzińskimi kutrami. Jesienią 2012 roku odbył rejs na Morze Śródziemne. W styczniu 2013 roku, na skutek awarii generatora, był naprawiany w syryjskim porcie Tartus. W związku z rosyjskimi działaniami w Syrii, w 2014 roku odbył przynajmniej cztery rejsy na Morze Śródziemne. We wrześniu 2015 roku brał udział w przewożeniu sprzętu bojowego do Syrii w związku z rosyjską interwencją w wojnie domowej. Wchodził wówczas w skład 197 Brygady Okrętów Desantowych Floty Czarnomorskiej.

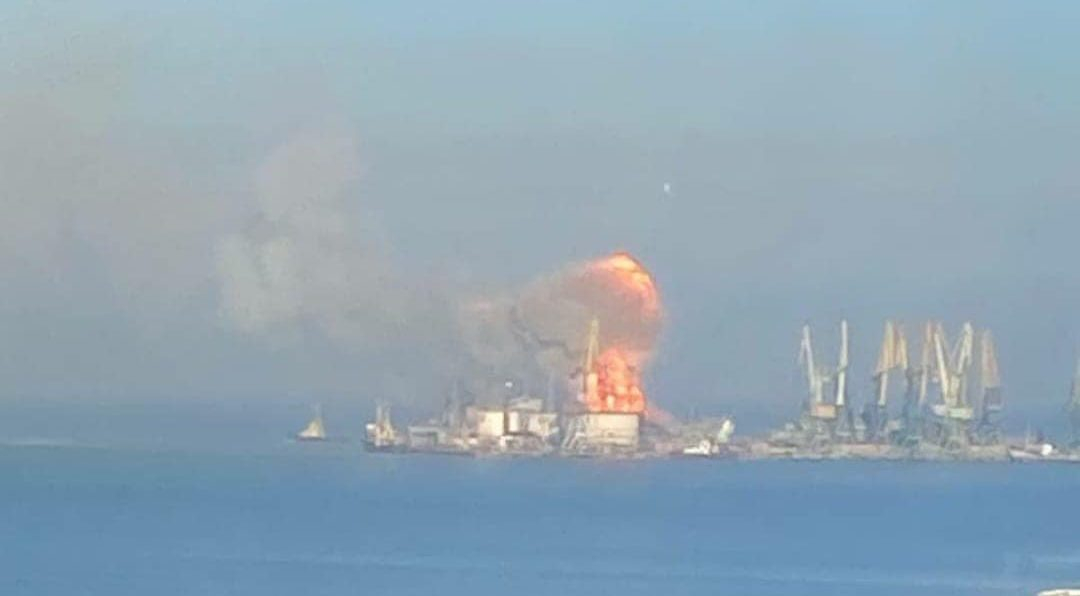
Wybuch 24 marca 2022 w porcie w Berdiańsku

W 2022 roku „Saratow” służył podczas inwazji Rosji na Ukrainę. Dowódcą okrętu był kmdr por. Władimir Chromczenkow (który w 2014 roku przeszedł na służbę rosyjską z Marynarki Wojennej Ukrainy). W drugiej połowie marca przewoził on wraz z innymi okrętami desantowymi transportery opancerzone BTR-82A oraz prawdopodobnie paliwo i amunicję do zdobytego portu w Berdiańsku nad Morzem Azowskim. Z rosyjskiego reportażu wynikało, że z powodu nieprzystosowania nabrzeży do bezpośredniego wyładunku, odbywał się on przy pomocy dźwigów wydobywających pojazdy przez luki ładowni. Rano 24 marca 2022 roku „Saratow” zatonął przy nabrzeżu w Berdiańsku na skutek wybuchu i pożaru. Okręt osiadł na dnie lub został tam osadzony przez załogę. Przyczyna wybuchu nie jest jednak pewna. Według komunikatu Sił Zbrojnych Ukrainy z dnia zdarzenia, okręt został celnie ostrzelany w porcie ukraińską rakietą balistyczną Toczka-U, przy tym zatopiony okręt był początkowo identyfikowany w komunikacie jako bliźniaczy „Orsk”. Następnego dnia sprostowano, że zniszczonym okrętem był „Saratow”. Część autorów wyklucza jednak możliwość trafienia okrętu rakietą Toczka-U, wskazując na zbyt mały zasięg tych pocisków (120 km), oraz brak uderzenia na nagraniu z monitoringu. Zdaniem niektórych autorów, możliwe jest działanie ukraińskich sił specjalnych lub samolotów bezzałogowych w rodzaju Bayraktar TB2. Według natomiast innej hipotezy, doszło do pożaru i wybuchu paliwa i amunicji na skutek nieostrożności przy rozładunku. Na skutek wybuchu na „Saratowie” uszkodzenia odniosły też okręty desantowe „Nowoczerkassk” i „Cezar Kunikow” projektu 775.
Według niepotwierdzonych oficjalnie informacji ukraińskich mediów, dowódca okrętu Władimir Chromczenkow w kwietniu 2022 roku zmarł w szpitalu od ran – prawdopodobnie jednak zachodzi pomyłka z dowódcą okrętu „Cezar Kunikow” Aleksandrem Czirwą, którego śmierć potwierdziła strona rosyjska.